# جيلف-إيراموسى (أونتاريو)
جيلف-إيراموسى، أونتاريو (بالإنجليزية: Guelph/Eramosa)‏ هي مدينة كندية تقع في مقاطعة أونتاريو. تبلغ مساحة هذه المدينة 291.7341 (كم²)، ويبلغ عدد سكانها 12066 نسمة حسب إحصاء سنة 2006 م، بينما كان يسكنها 11174 نسمة في سنة 2001 م. تحتل هذه المدينة المرتبة رقم 304 بين مدن كندا حسب عدد السكان والمرتبة رقم 116 في المقاطعة. نما عدد السكان في هذه المدينة بنسبة (8) بين العامين المذكورين.

## أعلام
- جيمس جاي هيل
- بيتر تالبوت
- جون ويشارت
- ألبرت إيوينغ
- جوزيف هوبسون

## وصلات خارجية
- الأطلس الحكومي لكندا
- إحصاءات كندا مع ساعة تعداد السكان نسخة محفوظة 23 مارس 2008 على موقع واي باك مشين.